# Рудня (Ковельский район)
Ру́дня (укр. Рудня) — село в Смидинской сельской общине Ковельского района Волынской области Украины.
До 2020 года входило в Старовыжевский район.
Код КОАТУУ — 0725084201. Население по переписи 2001 года составляет 305 человек. Почтовый индекс — 44450. Телефонный код — 3346. Занимает площадь 1,135 км².